# 高雄市公車99路
高雄市公車99路，由港都客運營運。起點站為香蕉棚（棧二庫棧二之一庫），終點站為慈德宮。

## 歷史
- 2014年1月1日：高雄市公車民營化，本路線由港都客運營運。
- 2015年5月18日：因遊覽車無法進入西子灣，高雄市政府交通局開闢99區間車「捷運西子灣站－西子灣（英國領事館）」接駁旅客。
- 2019年7月1日：99區間車變更部分行駛路線。
- 2020年3月2日：原哈瑪星文化公車併入此線。[1][2]
- 2020年3月2日：99路起訖點由原「捷運鹽埕埔站」延駛至「香蕉棚」。
- 2020年4月20日：99路區間車平日停駛，僅例假日行駛。
- 2025年2月3日：99路與橘1路進行路線整合，整併為橘1路。

## 停站
參見右側路線圖